# 新喻三劉
新喻三劉是指北宋江南西路臨江軍新喻的劉敞、劉攽、劉奉世三人。劉敞和劉攽是兄弟，劉敞和劉奉世是父子。
清乾隆年間有武英殿聚珍本《新喻三劉全集四種》（《公是集》五十四集，劉敞撰；《彭城集》四十卷，劉攽撰；《公非卷》一卷，劉攽撰；《自省集》一卷，劉奉世撰），故三人合稱「新喻三劉」。